# Tramontini
Tramontini é um apelido de família da onomástica da língua italiana. Designa todos os que estão entre os montes (tra in monti) originando Tramont, Tramontina, Tramontine, Tramontini, Tramontino, Tramontinu, Tramontano, Tramontin e Tramontim, Tramonte, Tramonto, Tramontaini e Tramuntin.
Este sobrenome apareceu na Itália durante o Império Romano quando tropas Romanas se refugiaram nos Alpes e criaram uma fortaleza entre os montes ou, como se diz em italiano, Tra in Monti. Posteriormente, se espalhou pelo norte da Italia e Aústria, sendo que o local passou do domínio Romano ao Germanico e ao do Império Autro-Hungaro por várias vezes. Está associado nos anos 1600 aos Patrícios da República de Veneza.
Indica também os originados na região Apina, onde existem as cidade de Tramonti di Sotto e Tramonti di Sopra, nas montanhas dos Alpes, cidades originadas pelos acampamentos Romanos e que existem até hoje.